# 1961年牙買加西印度群島聯邦成員公投
1961年牙買加西印度群島聯邦成員公投（英語：1961 Jamaican Federation of the West Indies membership referendum）是牙買加政府於1961年9月19日舉行的關於牙買加是否繼續保留西印度群島聯邦成員資格的全民公投。牙買加人被問及“牙買加是否應該留在西印度群島聯邦？”結果是54.1%的人投反對票，導致該國離開西印度群島聯邦。此次公投之投票率為61.5%。